# 琼崖粗叶木
琼崖粗叶木（学名：[Lasianthus lei] 错误：{{Lang}}：文本有斜体标记（帮助））为茜草科粗叶木属下的一个种。

## 扩展阅读
- 維基物種上的相關：琼崖粗叶木